# Johnny Spunky

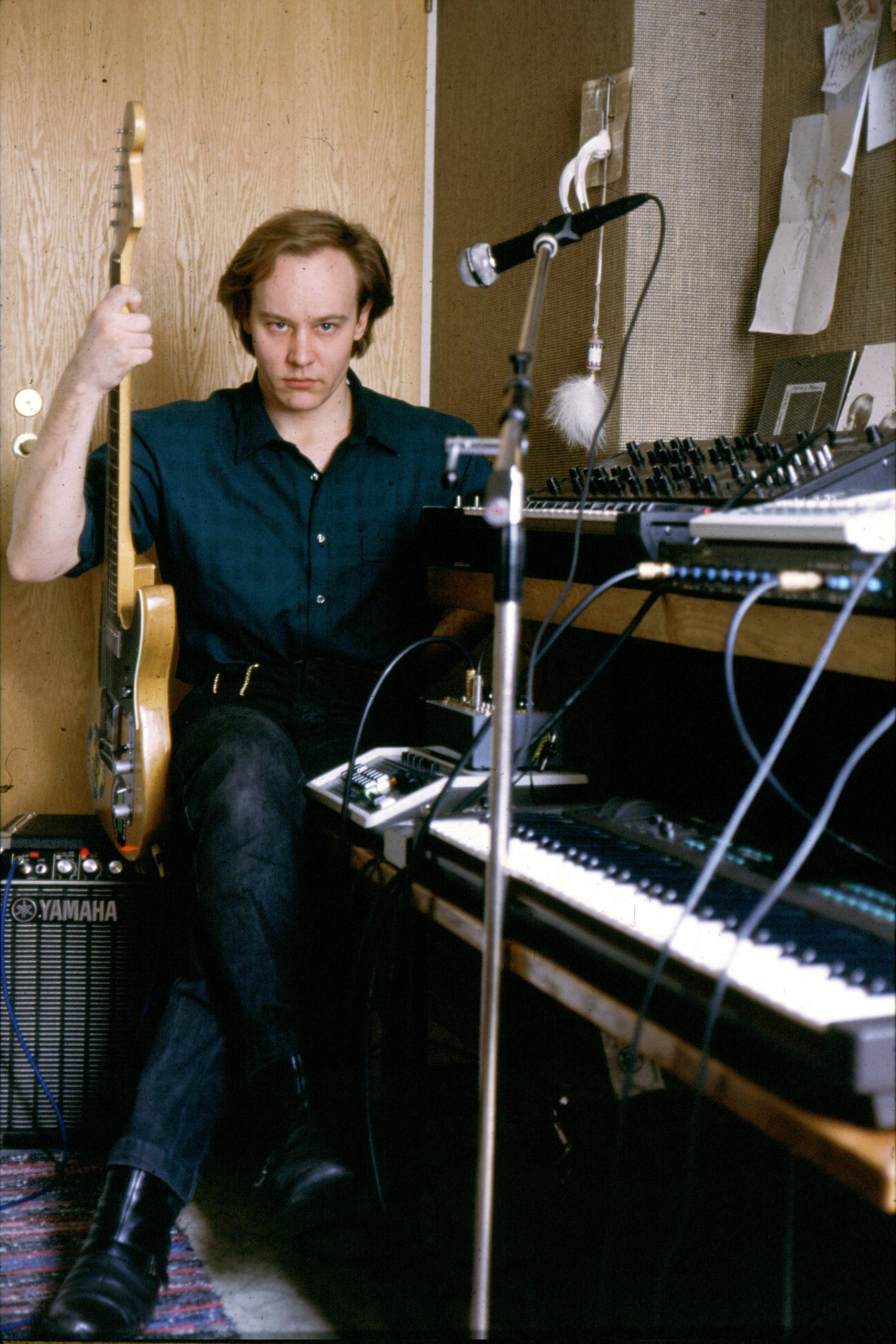
Juha Kaarsalo aka Johnny Spunky (1988)

Johnny Spunky (* 16. November 1958 in Turku; eigentlich Juha Kaarsalo) ist ein finnischer Musiker, Songtexter und Autor. Seine Synthie-Pop-Variationen, die unter anderem von John Peel einer breiteren Öffentlichkeit zugänglich gemacht wurden, erschienen unter anderem beim Plattenlabel Hiljaiset Levyt ("Stille Platten") in Tampere, Finnland. Der volle Bandname seines Trios war Johnny Spunky's Guts, doch trat man meistens unter Johnny Spunky auf. 
Kaarsalo studierte finnische Literatur an der Universität Helsinki und schloss sein Studium Ende 1988 mit einem Master of Arts ab. Seine Abschlussarbeit beschäftigte sich mit der Bedeutung der Musik in den Hörspielen von Pirkko Jaakola. Karsaalo veröffentlichte mehrere Bücher mit Gedichten. Er schrieb Beiträge über Ornithologie und Kunstgeschichte für Kalender des Verlags Von Wright in den Jahren 1994 bis 2001, ferner erschienen von ihm Abhandlungen über Architektur und Musik in den Magazinen Rytmi, Musa.Fi and Selvis. Kaarsalo ist Mitglied der finnischen Komponistenvereinigung Säveltäjät ja Sanoittajat. Er ist unverheiratet und lebt in Loimaa.
Die frühen Werke aus den 1980er Jahren werden zurzeit remastered und sollen auf einer CD neu veröffentlicht werden.

## Diskografie
Eigene Veröffentlichungen
- Sonic Psychobody, Musikkassette, 1986
- Lunar Power, EP, Hiljaiset Levyt HIKS-006, 1987
- My Second Coming, EP, Hiljaiset Levyt HIKS-012, 1989
- Mutatio vitalis, EP, Hiljaiset Levyt HIKS-022, 1990
- Shades of Things to Come, CD, Pinke 1, 1995
- Musiikkia kaseteilla ja kokoelmalevyillä, LP, Stigma, 1989

Auf anderen Kompilationen
- Avzaltti (LP, 1987)
- Maanalainen vuosikerta (LP, Stigma 1989)
- Sivulliset (4 CD, Poko/EMI 2005)

## Literarische Werke
- Ajan kuristus (Hiljainen Kulttuuriyhdistys 1988)
- Perillä ennen lähtöä (1988)
- Legenda German Elsassilaisesta (long poem in the anthology "Loivan Maan Saga", Ooli 1999)
- Ajatusten maisemissa (Ooli 2000)
- Apollon valo (Kustannus HD, 2006)